# سياسات سوق العمل النشطة

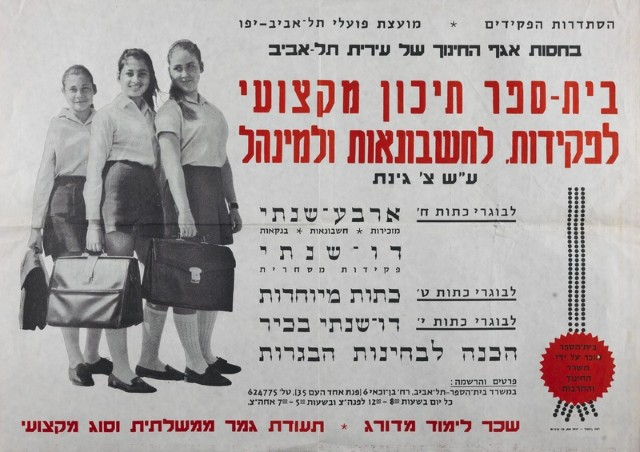

سياسات سوق العمل النشطة (بالإنجليزية: Active Labour Market Policies)‏هي برامج حكومية هدفها التدخل في سوق العمل لمساعدة العاطلين عن العمل في البحث عن وظائف، وظهرت العديد من هذه البرامج كمشروعات أشغال عامة مبكرة مصممة خصيصًا للقضاء على البطالة المنتشرة في العالم المتقدم خلال فترة مابين الحربين العالميتين، وحالياً يرتبط التحليل الأكاديمي لسياسات سوق العمل النشطة بعلماء اقتصاد من أمثال لارس كالمفورس وبيتر ريتشارد.

## انواع سياسات سوق العمل النشطة

### خدمات التوظيف العام
مثل مراكز العمل وأسواق العمل التي تساعد العاطلين عن العمل في تحسين جهودهم في البحث عن وظائف من خلال نشر معلومات عن الوظائف الشاغرة والمساعدة في تنمية مهارات مقابلات العمل وكتابة السيرة الذاتية.

### خطط التدريب
مثل الدروس والتدريبات المهنية التي تساعد العاطلين عن العمل في تحسين مهاراتهم المهنية، وبالتالي زيادة إمكانية حصولهم على وظيفة.

### برامج دعم التشغيل
وهي إما في القطاع العام أو القطاع الخاص التي تسهم بشكل مباشر في خلق فرص عمل للعاطلين، وهي في المعتاد إجراءات قصيرة المدى مصممة لمساعدة العاطلين عن العمل بتعزيز خبراتهم العملية والوقاية من تدهور المهارات.
سياسات سوق العمل النشطة معروفة في السياسة الاقتصادية للدول الإسكندنافية، بالرغم من اتساع نطاق شهرتها في تسعينيات القرن العشرين في أرجاء أوروبا. وتتضمن الأمثلة البارزة برامج نيو ديل (New Deal) في المملكة المتحدة والعديد من برامج الرفاهية في العمل (welfare-to-work) في الولايات المتحدة. وقد جادل عدد من المؤلفين (Boix 1998; Esping Andersen, 1990; Huo, Nelson et al. 2008) بأن الدول ذات الأحزاب السياسية اليسارية والنقابات العمالية القوية تمتلك سياسات سوق عمل نشطة أكثر تطورًا. وعلى الجانب الآخر ربما لا تدعم الأحزاب الديمقراطية الاجتماعية سياسات سوق العمل النشطة إذا كان ناخبوهم من العمال الذين يتمتعون بحماية جيدة، وبالتالي يواجهون احتمالات ضئيلة للمعاناة من البطالة (Rueda, 2007). ومؤخرًا كانت فكرة وجود محددات سياسية مشابهة لأنواع سياسات سوق العمل النشطة المختلفة محل نزاع (Bonoli, 2010; Vlandas, 2011).